# Cohors V Ulpia Petraeorum

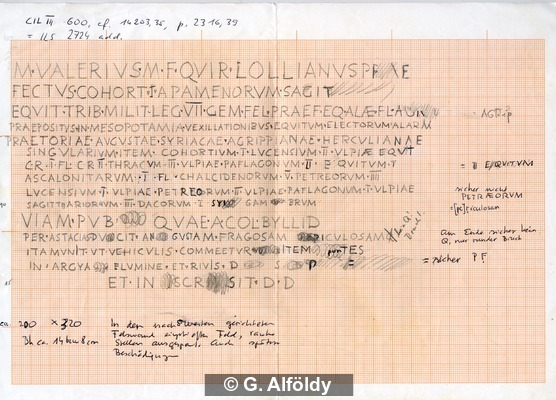
Eine Zeichnung der Inschrift, angefertigt durch Géza Alföldy

Die Cohors V Ulpia Petraeorum [sagittariorum oder sagittaria] [equitata] (deutsch 5. Kohorte die Ulpische aus Petra [der Bogenschützen] [teilberitten]) war eine römische Auxiliareinheit. Sie ist durch Militärdiplome und Inschriften belegt.

## Namensbestandteile
- Cohors: Die Kohorte war eine Infanterieeinheit der Auxiliartruppen in der römischen Armee.

- V: Die römische Zahl steht für die Ordnungszahl die fünfte (lateinisch quinta). Daher wird der Name dieser Militäreinheit als Cohors quinta .. ausgesprochen.

- Ulpia: die Ulpische. Die Ehrenbezeichnung bezieht sich auf Kaiser Trajan, dessen vollständiger Name Marcus Ulpius Traianus lautet.

- Petraeorum: aus Petra. Die Soldaten der Kohorte wurden bei Aufstellung der Einheit aus der Stadt Petra und ihrer Umgebung rekrutiert.  Nach der Annexion des Königreichs der Nabatäer (mit der Hauptstadt Petra) durch Trajan im Jahr 106 n. Chr. wurden die Soldaten der königlichen Armee in die römischen Streitkräfte übernommen, wobei sechs Cohortes Petraeorum neu aufgestellt wurden.[1]

- sagittariorum oder sagittaria: der Bogenschützen. Der Zusatz kommt in den Militärdiplomen von 129 vor.

- equitata: teilberitten. Die Einheit war ein gemischter Verband aus Infanterie und Kavallerie.[A 1]

Da es keine Hinweise auf den Namenszusatz milliaria (1000 Mann) gibt, war die Einheit eine Cohors quingenaria equitata. Die Sollstärke der Kohorte lag bei 600 Mann (480 Mann Infanterie und 120 Reiter), bestehend aus 6 Centurien Infanterie mit jeweils 80 Mann sowie 4 Turmae Kavallerie mit jeweils 30 Reitern.

## Geschichte
Die Kohorte war in der Provinz Syria stationiert. Sie ist auf Militärdiplomen für die Jahre 124 bis 156/157 n. Chr. aufgeführt.
Der erste Nachweis der Einheit in Syria beruht auf einem Diplom, das auf 124 datiert ist. In dem Diplom wird die Kohorte als Teil der Truppen aufgeführt (siehe Römische Streitkräfte in Syria), die in der Provinz stationiert waren. Weitere Diplome, die auf 129 bis 156/157 datiert sind, belegen die Einheit in derselben Provinz.
Eine Vexillation der Kohorte nahm am Partherkrieg des Lucius Verus (161–166) teil. Sie wird in einer Inschrift als Teil der Einheiten aufgelistet, die unter der Leitung von Marcus Valerius Lollianus standen.

## Standorte
Standorte der Kohorte sind nicht bekannt.

## Angehörige der Kohorte
Folgende Angehörige der Kohorte sind bekannt.

### Kommandeure
- Tib(erius) Cl(audius) Antoninus, ein Präfekt (CIL 14, 162)